# Phalotris multipunctatus
Espèce
Phalotris multipunctatus  est une espèce de serpents de la famille des Dipsadidae.

## Répartition
Cette espèce est endémique du Brésil. Elle se rencontre dans les États de São Paulo et du Mato Grosso do Sul.

## Publication originale
- Puorto & Ferrarezzi, 1993 : Uma nova especie de Phalotris Cope, 1862, com comentarios sobre o grupo Bilineatus (Serpentes: Colubridae: Xenodontinae). Memórias do Instituto Butantan, vol. 55, no 1, p. 39-46.